# 高砂町 (臺南市)
高砂町為台灣日治時期台南州台南市之行政區。包括清代舊街名元會境、岳帝廟、大人廟、嶺前。

## 名稱
1916年（大正5年）規劃町名改正時，原擬名「岳帝町」，但臺南廳最後改為以「高砂町」呈報總督府，同年11月3日公告、1919年（大正8年）4月1日正式實施。
境内有岳帝廟等地標。此町在日治時期，為臺灣人社區（臺灣人約8成、日本人甚少），因此得名高砂，即日語對於臺灣的古稱。

## 町內設施

### 二丁目
- 銀同祖廟

### 三丁目
- 岳帝廟
- 文昌祠：現已不存
- 奎樓書院

## 相關
- 町名改正